# Stenopogon armatus
Stenopogon armatus är en tvåvingeart som beskrevs av H. Oldroyd 1974. Stenopogon armatus ingår i släktet Stenopogon och familjen rovflugor. Inga underarter finns listade i Catalogue of Life.